# Парижко психоаналитично общество
Парижкото психоаналитично общество (на френски: Société psychanalytique de Paris) (ППО) е сдружение на около 700 психоаналитици. То е най-старата психоаналитична организация във Франция. Обществото е съставна организация на Международната психоаналитична асоциация (МПА).

## История
ППО е основано на 4 ноември 1926 г. и се състои от девет члена: Рене Аленди, Мари Бонапарт, Адриен Борел, Анжело Еснар, Рене Лафорг, Рудолф Льовенщайн, Едуар Пишон и Евгения Соколничка.
Скоро след това се присъединяват и други двама членове: Шарл Одиер и Реймонд дьо Сосюр. На 20 декември 1926 г. Анри Коде е избран за член. Тази група от вече 12 психоаналитика скоро ще достигне до разногласия като от една страна са привържениците на теорията за адаптиране на принципите на психоанализата към френския вид, защитавана от Пишон и тези, които държат на ортодоксалната ѝ версия водена от Бонапарт с подкрепата на Льовенщайн, Сосюр и Одиер, докато Еснар остава независим.
През 1953 г., Саха Нахт и Жак Лакан достигат до разногласия и противниците на Нахт начело с Лакан (Даниел Лагаш, Жулиет Фав-Бутоние, Франсоаз Долто, Бланш Ревершон-Жув), основават Френското психоаналитично общество.

## Президенти
Това е списък на президентите на ППО към 2015 г.
- Рене Лафорг (1926-1929)
- Жорж Парчемини (1930-1931)
- Адриен Борел (1932-1934)
- Едуар Пишон (1935-1937)
- Шарл Одие (1938-1939)
- Джон Леуба (1945-1948)
- Саша Нахт (1949-1952)
- Жак Лакан (1953)
- Жорж Парчемини (1953)
- Пиер Мале (1954)
- Мишел Ченак (1955)
- Морис Буве (1956)
- Марк Шлумбергер (1957-1959)
- Одет Може (1959)
- Франсис Паше (1960-1964)
- Анри Соге (1965-1966)
- Рене Диаткин (1967-1968)
- Пиер Марти (1969-1970)
- Евелин Кестемберг (1971-1973)
- Пиер Люке (1974-1975)
- Жанин Шасеге-Смиржел (1976-1977)
- Жан Жилибер (1978-1979)
- Раймон Кан (1980-1981)
- Мишел Фен (1982-1983)
- Августин Жано (1984-1985)
- Андре Грийн (1986-1988)
- Мишел Перон-Борели (1989)
- Пол Израел (1990-1992)
- Жилбер Диаткин (1993-1994)
- Марилия Айзенщайн (1995-1997)
- Жан Корну (1997-2001)
- Ален Фине (2002-2003)
- Жерар Байле (2004-2006)
- Жан-Мишел Порте (2007-2010)
- Бернар Шерве (2011-2015)